# Cupido huegelii
Cupido hugelii is een vlinder uit de familie van de Lycaenidae. De wetenschappelijke naam van de soort is voor het eerst gepubliceerd in 1857 door Johannes von Nepomuk Franz Xaver Gistel.
De soort komt voor in het noordwesten van de Himalaya.

## Ondersoorten
- Cupido huegelii huegelii (Gistel, 1857)
- Cupido huegelii dipora (Moore, 1865)
- Cupido huegelii indicana (Lorkovic, 1943)